# Айкава (Канаґава)

35°31′44″ пн. ш. 139°19′18″ сх. д. / 35.52889° пн. ш. 139.32167° сх. д.
Айка́ва (яп. 愛川町, あいかわまち, МФА: [ai̯kawa mat͡ɕi̥]) — містечко в Японії, в повіті Айко префектури Канаґава. Станом на 1 квітня 2009 площа містечка становила 34,29 км². Станом на 1 липня 2011 населення містечка становило 41 662 осіб.